# Rokfeller de Pléville Bois Margot
Rokfeller de Pléville Bois Margot (né le 14 juillet 2005) est un étalon bai du stud-book Selle français, qui est monté au niveau international en saut d'obstacles par le cavalier espagnol Eduardo Álvarez Aznar, avec qui il participe aux Jeux olympiques d'été de 2016. C'est un fils de l'étalon Oldenbourg L'Arc de Triomphe.

## Histoire
Rokfeller de Pléville naît le 14 juillet 2005 à l'élevage de Pléville, appartenant à Melle Valérie Allix, au Moulin de Pleville à Marques, en Seine-Maritime (Normandie, France),. 
Il est monté depuis 2013 par le cavalier espagnol Eduardo Álvarez Aznar, qui le révèle en 2014, terminant à la 40e place individuelle des Jeux équestres mondiaux alors qu'il n'est âgé que de 9 ans.
Après un arrêt en juillet 2022, il reprend la compétition en octobre 2023 et figure toujours en compétition en 2024 à l'âge de 19 ans, un âge rarissime pour un cheval de sport de ce niveau. Il est sélectionné comme remplaçant de l'équipe espagnole de saut d'obstacles, avec son cavalier Aznar, pour les Jeux olympiques d'été de 2024.

## Description
Rokfeller de Pléville Bois Margot est un étalon de robe baie, inscrit au stud-book du Selle français. Il mesure 1,66 m.

## Palmarès
Il atteint un indice de saut d'obstacles (ISO) de 182 en 2018.
- 2016 : 58e en individuel aux Jeux olympiques d'été de 2016 à Rio de Janeiro[1]
- 2018 : 33e en individuel aux Jeux équestres mondiaux de 2018 à Tryon[1]

## Origines
Rokfeller de Pléville Bois Margot est un fils de l'étalon Oldenbourg L'Arc de Triomphe, et de la jument Selle français L'Élue du Rozel, par Apache d'Adriers. Il compte 41 % d'ancêtres Pur-sang, 21 % de Selle français et assimilé, 11 % de Hanovrien et 7 % de Holsteiner, c'est donc un Selle français section B, avec un haut pourcentage d'origines extérieures à la France.

## Descendance
Il entre parmi les étalons du haras du Bois Margot en 2015.